# BT Poland
BT Poland – operator telekomunikacyjny, dostawca rozwiązań komunikacyjnych, usług transmisji danych, usług głosowych oraz dostępu do Internetu dla dużych przedsiębiorstw.
W Polsce rozpoczęła działalność w 2004 roku. Jej udziałowcem jest brytyjska BT Group. 
BT dostarcza m.in. międzynarodowe połączenia sieciowe, konwergentne rozwiązania telekomunikacyjne, usługi konsultingowe, sieciowy outsourcing IT, zarządzanie infrastrukturą IT, kompleksowe rozwiązania mające na celu poprawę wydajności operacyjnej przedsiębiorstw. Do jej klientów należą m.in. Fiat Polska, PLL LOT, Visa.
Poza Polską BT działa w 170 krajach na całym świecie. W Polsce zatrudnionych jest 70 osób.